# Festival Curta Cinema
Festival Curta Cinema, Festival Internacional de Curtas do Rio de Janeiro ou Curta Cinema é um festival de cinema dedicado exclusivamente a curta metragem realizado na cidade do Rio de Janeiro desde 1991.
Desde 2006 qualifica os filmes ganhadores do Grande Prêmio do Cinema Brasileiro, tanto da competição Nacional quanto da Internacional, para se candidatarem ao Oscar de Melhor Curta-Metragem, além de qualificar para os prêmios BAFTA e Goya.
A edição de 2021 será apresentada entre os dias 4 e 11 de novembro em formato híbrido, presencial no Estação Net Botafogo e online na plataforma Festhome TV.